# Ghashā va Shīryūl
Ghashā va Shīryūl är en ort i Iran.   Den ligger i provinsen Khuzestan, i den västra delen av landet, 500 km sydväst om huvudstaden Teheran. Ghashā va Shīryūl ligger 77 meter över havet och antalet invånare är 469.
Terrängen runt Ghashā va Shīryūl är platt, och sluttar österut. Runt Ghashā va Shīryūl är det ganska tätbefolkat, med 144 invånare per kvadratkilometer. Närmaste större samhälle är Susa, 14,3 km nordost om Ghashā va Shīryūl. Omgivningarna runt Ghashā va Shīryūl är i huvudsak ett öppet busklandskap.